# Binangonan
Binangonan là một urban đô thị ở tỉnh Rizal, Philippines. Theo điều tra dân số năm 2007, đô thị này có dân số 238. 931 người. Diện tích là 66,34 km².

## Barangay
Binangonan được chia thành 40 barangay.
| - Bangad - Batingan - Bilibiran - Binitagan - Bombong - Buhangin - Calumpang - Darangan - Ginoong Sanay - Gulod - Habagatan - Ithan - Janosa - Kalawaan | - Kalinawan - Kasile - Kaytome - Kinaboogan - Kinagatan - Libis (Pob.) - Limbon-limbon - Lunsad - Mahabang Parang - Macamot - Mambog - Palangoy, Picones Clan - Pantok | - Pila Pila - Pinagdilawan - Pipindan - Rayap - San Carlos Heights - Sapang - Tabon - Tagpos - Tatala - Tayuman - Layunan (Pob.) - Libid (Pob.) - Malakaban - Pag-Asa |